# María Veranes
María González-Veranés Sardiña (La Habana, 1956), conocida simplemente como María Veranés, es una cantautora española retirada nacida en Cuba cuya carrera artística se desarrolló durante los años setenta en España consiguiendo varios éxitos.

## Biografía
María Veranés nació en Cuba, probablemente en La Habana, sin embargo, su familia salió del país en 1959, justo antes de la Revolución, y a los tres años se trasladó primero a México, y más tarde a Florida (Estados Unidos), a Roma (Italia) y a Madrid (España). Su madre le enseñó a tocar la guitarra y compuso su primera canción en Madrid, con trece años.
En 1977 se casó con Francisco Pérez-Miravete Mille, el hermano de la cantante española Mari Trini, y es madre de siete hijos, cinco de ellos adoptados. Reacia a las actuaciones, al mundo de la farándula y a las críticas adversas, se retiró a principios de los ochenta, y vive desde entonces en el sur de Florida.

### Religión
Como católica practicante está muy involucrada en el soporte de su comunidad religiosa, Amor Crucificado, con gran implantación en los Estados Unidos.

## Carrera musical
En otoño de 1976, con el nombre artístico de María, lanzó su primer sencillo, «Manuel», que tuvo como productores a Juan Carlos Calderón y a José Luis de Carlos. El sencillo se completó con su lado B, «Te irás, amor».
En 1977 publicó su segundo sencillo, «Lo siento mucho» y «La amiga de la luna», producido por Rafael Pérez Botija y con arreglos de Martyn Ford y Rodrigo García, respectivamente. En 1978 apareció su tercer sencillo producido por Calderón, sus temas fueron «Mi caradura» y «Sin tu amor». «Mi caradura» fue un gran éxito y se mantuvo por varias semanas como número uno de la canción pop en español. Se recopilaron los tres sencillos y con otros temas nuevos reeditaron el LP Día tras día incluyendo estas dos canciones en 1978.
En 1980 editó el sencillo «Mi joven profesor de amor» y «Pensar en ti», producido por Calderón y con arreglos de De Carlos. El sencillo se lanzó sin álbum de apoyo, pero debido a su éxito obligó a la discográfica a volver publicar su primer LP Día tras día, pero quitándole dos canciones para sustituirlas por las dos del sencillo.  
Veranés se retiró dos años para dedicarse al hijo que iba a tener. En 1982 reapareció con el nombre artístico de María Veranés y con su segundo LP Yo soy así, con temas como «Para ti, amor» de José Luis Perales y «Corazón vagabundo» de Caetano Veloso. En 1983 editó el sencillo «Será». Ese año incursionó en la comedia musical, participó en el espectáculo Lovy, estrenado en Madrid, con la participación de Pablo Abraira. Fue bautizada como «la Miguel Bosé femenina»

## Discografía

### LP
- Día tras día (CBS, 1978)
- Yo soy así (CBS, 1982)